# Sd.Kfz.234

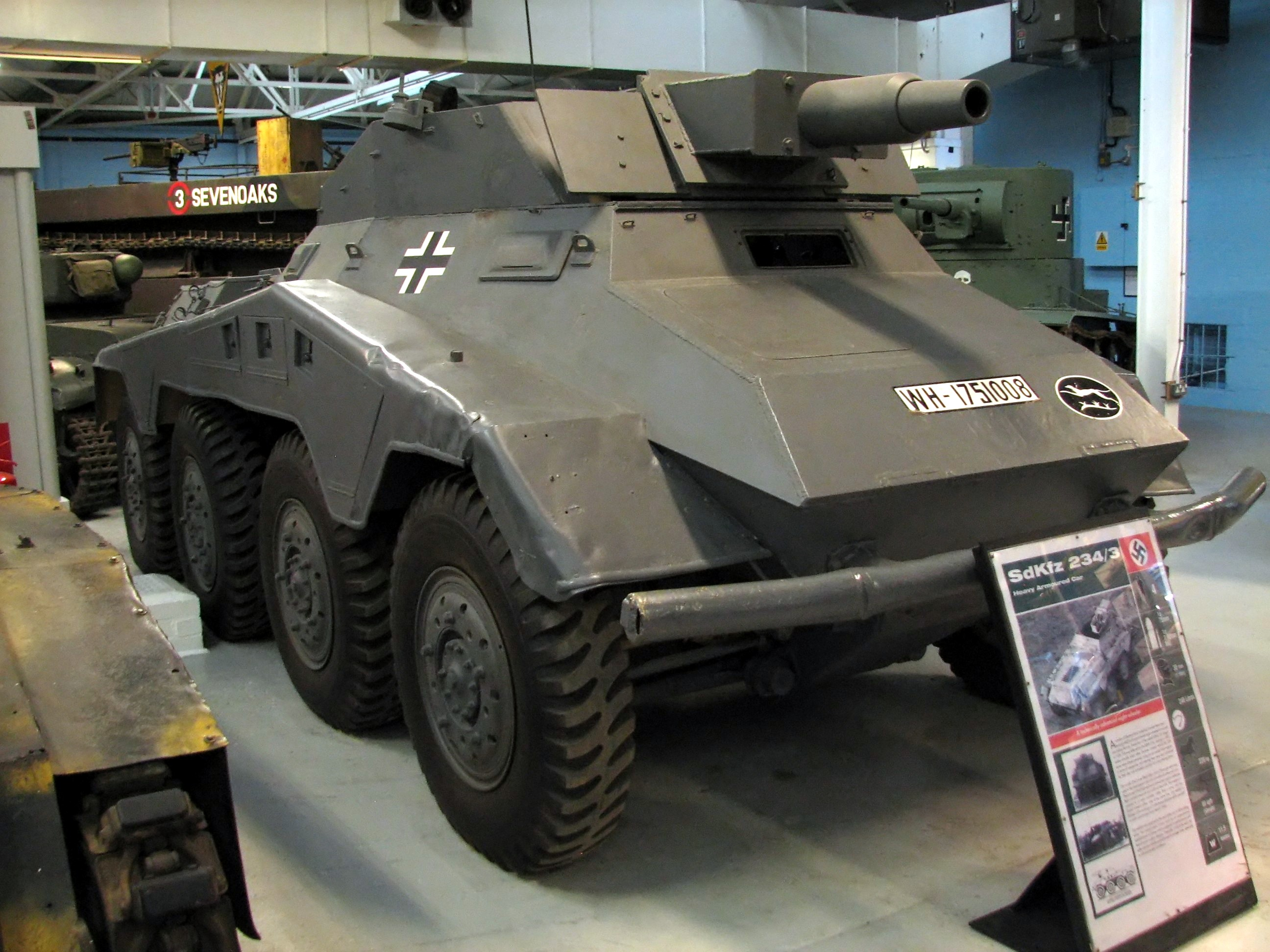
Sd.Kfz. 234/3 w Bovington Tank Museum

Sd.Kfz. 234 (Sonder Kraftfahrzeug 234 lub Puma) – seria niemieckich 8-kołowych, ciężkich samochodów pancernych produkowanych w latach 1943-1945.
Samochód posiadał silnik wysokoprężny typu Tatra 103 chłodzony powietrzem.  Wyprodukowano zaledwie 510 samochodów tej serii. Na drodze mogły osiągać duże prędkości a w terenie radziły sobie niewiele gorzej niż pojazdy gąsienicowe.

## Wersje
- Wyprodukowano 200 samochodów Sd.Kfz. 234/1 uzbrojonych w działko kal. 20 mm i km MG-42.
- Samochody Sd.Kfz. 234/2 "Puma" były uzbrojone w armatę 5 cm KwK 39 L/60 umieszczoną w całkowicie opancerzonej wieżyczce. Od września 1943 do września 1944 wyprodukowano 101 tych pojazdów.
- Sd.Kfz. 234/3 był to pojazd wsparcia piechoty uzbrojony w armatę 7,5 cm KwK 37 L/24 kalibru 75 mm, z zapasem amunicji 50 naboi. Wyprodukowano 88 pojazdów tego typu.
- Ostatnią wersją był Sd.Kfz. 234/4 uzbrojony w armatę 7,5 cm Pak 40/2 L/46 kalibru 75 mm. Zapas amunicji wynosił 20 naboi. Wyprodukowano 89 tych pojazdów.

## Parametry
| Wersja              | Sd.Kfz. 234/1                                             | Sd.Kfz. 234/2 "Puma"                                        | Sd.Kfz. 234/3 "Stummel"                                   | Sd.Kfz. 234/4 "Pakwagen"                                  |
| Waga (t)            | 11,5                                                      | 11,7                                                        | 11,5                                                      | 11,5                                                      |
| Załoga              | 4 osoby (dowódca-ładowniczy, działonowy, 2 kierowców)     | 4 osoby (dowódca-ładowniczy, działonowy, 2 kierowców)       | 4 osoby (dowódca-ładowniczy, działonowy, 2 kierowców)     | 4 osoby (dowódca-ładowniczy, działonowy, 2 kierowców)     |
| Uzbrojenie          | działo 20 mm KwK 38 L/55, karabin maszynowy 7,92 mm MG 42 | działo 50 mm KwK 39/1 L/60, karabin maszynowy 7,92 mm MG 42 | działo 75mm KwK 51 L/24, karabin maszynowy 7,92 mm MG 42  | działo 75mm PaK 40 L/46, karabin maszynowy 7,92 mm MG 42  |
| Prędkość maksymalna | 90 km/h                                                   | 90 km/h                                                     | 90 km/h                                                   | 90 km/h                                                   |
| Silnik              | 12-cylindrowy silnik wysokoprężny Tatra 103 o mocy 220 KM | 12-cylindrowy silnik wysokoprężny Tatra 103 o mocy 220 KM   | 12-cylindrowy silnik wysokoprężny Tatra 103 o mocy 220 KM | 12-cylindrowy silnik wysokoprężny Tatra 103 o mocy 220 KM |
| Skrzynia biegów     | 6 biegów w przód i tyleż w tył                            | 6 biegów w przód i tyleż w tył                              | 6 biegów w przód i tyleż w tył                            | 6 biegów w przód i tyleż w tył                            |
| Zasięg na drodze    | 1000 km                                                   | 1000 km                                                     | 1000 km                                                   | 1000 km                                                   |
| Opancerzenie        | 8-30 mm                                                   | 8-30 mm                                                     | 8-30 mm                                                   | 8-30 mm                                                   |